# Gangsta Gangsta
Gangsta Gangsta – singel amerykańskiego zespołu hip-hopowego N.W.A, który promował album pt. Straight Outta Compton. Utwór można było usłyszeć także na albumie Greatest Hits i na The Best of N.W.A: The Strength of Street Knowledge. Piosenka opowiada o niebezpiecznym życiu na ulicach Compton i w całej Kalifornii.

## Lista utworów
Źródło.
| Nr | Tytuł                          | Czas |
| -- | ------------------------------ | ---- |
| 1  | "Gangsta Gangsta"              | 5:36 |
| 2  | "Something Like That"          | 3:35 |
| 3  | "Gangsta Gangsta" (radio edit) | 4:04 |
| 4  | "Quiet On Tha Set"             | 3:59 |
| 5  | "Something 2 Dance 2"          | 3:32 |

## Notowania
| Notowanie (1988)        | Najwyższa pozycja |
| ----------------------- | ----------------- |
| Hot Rap Tracks          | 1                 |
| Hot Dance Singles Sales | 45                |